# Katja Seizinger
Katja Seizinger (Datteln, 10 maggio 1972) è un'ex sciatrice alpina tedesca.
Sciatrice polivalente che eccelleva nelle prove veloci, è stata una delle atlete di punta della nazionale tedesca negli anni 1990, unitamente a Martina Ertl e Hilde Gerg. Nel suo palmarès vanta tre ori olimpici, un oro iridato, due Coppe del Mondo generali e nove di specialità; ha ottenuto 76 podi e 36 vittorie in Coppa del Mondo. Agli inizi della carriera, prima della riunificazione tedesca (1990), ha gareggiato per la nazionale tedesca occidentale.

## Biografia

### Stagioni 1989-1990
Katja Seizinger, uno dei pochi sciatori alpini tedeschi non originari della Germania meridionale (è nata a Datteln nella Ruhr, una regione da lei stessa definita «piatta come la mia mano»), ottenne i suoi primi risultati di rilievo ai Mondiali juniores di Alyeska 1989, conquistando la medaglia d'argento nel supergigante e quella di bronzo nello slalom gigante.
Il 10 dicembre dello stesso anno si aggiudicò i primi punti di carriera in Coppa del Mondo giungendo 15ª nella combinata di Steamboat Springs, mentre l'11 febbraio 1990, sul tracciato francese di Méribel, salì per la prima volta sul podio nel circuito piazzandosi 2ª in supergigante dietro alla sciatrice di casa Carole Merle. Due mesi dopo partecipò ai Mondiali juniores di Zinal, dove vinse la medaglia d'oro nel supergigante e quella d'argento nella discesa libera, nello slalom gigante e nella combinata.

### Stagioni 1991-1992
Esordì ai Campionati mondiali nella rassegna iridata di Saalbach-Hinterglemm 1991, dove ottenne il 5º posto sia nella discesa libera sia nella combinata, e il 7 dicembre dello stesso anno conquistò il primo successo in Coppa del Mondo nel supergigante di Santa Caterina Valfurva. Nel prosieguo della stagione esordì ai Giochi olimpici invernali: ad Albertville 1992 si aggiudicò la medaglia di bronzo nel supergigante, si classificò 4ª nella discesa libera, 8ª nello slalom gigante e non completò la combinata.
Chiuse quindi la stagione di Coppa del Mondo vincendo la sua prima coppa di cristallo di discesa libera con 91 punti di vantaggio sulla seconda classificata, l'austriaca Petra Kronberger, e piazzandosi al 3º posto sia nella classifica generale, sia in quella di supergigante; i suoi podi quell'anno furono sei, con quattro vittorie.

### Stagioni 1993-1994
Nel 1993 ai Mondiali di Morioka vinse la medaglia d'oro nel supergigante e si piazzò 4ª nella discesa libera e 12ª nello slalom gigante, mentre in Coppa del Mondo l'atleta tedesca incrementò il palmarès con altre due Coppe di specialità, nella discesa libera (con 281 punti di vantaggio sulla connazionale Regina Häusl) e nel supergigante (con 15 punti in più dell'austriaca Ulrike Maier), mentre nella classifica generale, dopo aver totalizzato dieci podi con sei vittorie, fu 2ª dietro all'austriaca Anita Wachter, che al termine di un serrato confronto durato gran parte della stagione la sopravanzò di 20 punti.
I XVII Giochi olimpici invernali di Lillehammer 1994 videro la sciatrice renana aggiudicarsi la medaglia d'oro nella discesa libera; non completò invece il supergigante, lo slalom gigante e la combinata. Al suo primo oro olimpico al termine della stagione di Coppa del Mondo aggiunse anche altri due trofei, le coppe di cristallo di discesa libera (con 84 punti di vantaggio sulla canadese Kate Pace) e di supergigante (con 150 punti in più dell'italiana Bibiana Perez); nella classifica generale fu invece 3ª, con nove podi e cinque vittorie.

### Stagioni 1995-1996
La stagione 1994-1995 consentì alla sciatrice di incrementare il proprio palmarès con un'altra Coppa del Mondo di supergigante, vinta con 80 punti di vantaggio sulla svizzera Heidi Zeller-Bähler; con nove podi e due vittorie fu poi 2ª nella classifica generale, superata di 6 punti dalla svizzera Vreni Schneider, e 3ª in quella di discesa libera.
Nel 1996 vinse la medaglia d'argento iridata nella discesa libera dei Mondiali della Sierra Nevada, dove fu anche 5ª nello slalom gigante e nella combinata e non terminò il supergigante. In Coppa del Mondo quell'anno riuscì a conquistare la sua prima coppa di cristallo generale, grazie anche a tredici podi con sette vittorie, con 413 punti in più della seconda classificata, la compagna di squadra Martina Ertl; vinse anche nuovamente il trofeo di supergigante, superando l'austriaca Alexandra Meissnitzer di 171 punti, mentre nelle classifiche di discesa libera e di slalom gigante fu battuta rispettivamente dalla statunitense Picabo Street (di 155 punti) e dalla Ertl (di 75 punti).

### Stagioni 1997-1998
Il 1997 fu caratterizzato dalla rassegna iridata di Sestriere, l'ultima cui prese parte la Seizinger, nella quale vinse due medaglie d'argento, nel supergigante e nella combinata, e arrivò 5ª sia nella discesa libera, sia nello slalom gigante. Quell'anno in Coppa del Mondo ottenne quindici podi (quattro le vittorie) e si piazzò 2ª sia nella classifica generale sia in quelle di supergigante e di slalom gigante, superata rispettivamente dalla svedese Pernilla Wiberg (di 536 punti), dalla tedesca Hilde Gerg (di 16 punti) e dall'italiana Deborah Compagnoni (di 140 punti).
La stagione 1997-1998 fu quella del ritiro dalle competizioni della fuoriclasse renana. Ai XVIII Giochi olimpici invernali di Nagano 1998 vinse altre due medaglie d'oro, nella discesa libera e nella combinata, e una di bronzo, nello slalom gigante; fu inoltre 6ª nel supergigante. Si aggiudicò inoltre la sua seconda coppa di cristallo generale, con 147 punti di vantaggio sulla Ertl, la quarta di discesa libera e la quinta di supergigante, superando in entrambe le classifiche l'austriaca Renate Götschl (rispettivamente di 128 e di 145 punti). Le sue vittorie quell'anno furono otto e i podi complessivi tredici, tra i quali l'ultimo della carriera della Seizinger: la vittoria nella discesa libera di Åre del 31 gennaio. Si congedò dalla Coppa del Mondo con il 6º posto ottenuto nello slalom gigante disputato a Crans-Montana il 15 marzo e dall'attività agonistica laureandosi campionessa nazionale tedesca 1998 nello slalom gigante, il 20 marzo a Todtnau.

## Palmarès

### Olimpiadi
- 5 medaglie:
  - 3 ori (discesa libera a Lillehammer 1994; discesa libera, combinata a Nagano 1998)
  - 2 bronzi (supergigante ad Albertville 1992; slalom gigante a Nagano 1998)

### Mondiali
- 4 medaglie:
  - 1 oro (supergigante a Morioka 1993)
  - 3 argenti (discesa libera a Sierra Nevada 1996; supergigante, combinata a Sestriere 1997)

### Mondiali juniores
- 6 medaglie[2]:
  - 1 oro (supergigante a Zinal 1990)
  - 4 argenti (supergigante ad Alyeska 1989; discesa libera, slalom gigante, combinata a Zinal 1990)
  - 1 bronzo (slalom gigante ad Alyeska 1989)

### Coppa del Mondo
- Vincitrice della Coppa del Mondo nel 1996 e nel 1998
- Vincitrice della Coppa del Mondo di discesa libera nel 1992, nel 1993, nel 1994 e nel 1998
- Vincitrice della Coppa del Mondo di supergigante nel 1993, nel 1994, nel 1995, nel 1996 e nel 1998
- 76 podi:
  - 36 vittorie
  - 21 secondi posti
  - 19 terzi posti

#### Coppa del Mondo - vittorie
| Data             | Località                | Paese       | Specialità |
| ---------------- | ----------------------- | ----------- | ---------- |
| 7 dicembre 1991  | Santa Caterina Valfurva | Italia      | SG         |
| 11 gennaio 1992  | Schruns                 | Austria     | DH         |
| 25 gennaio 1992  | Morzine                 | Francia     | DH         |
| 7 marzo 1992     | Vail                    | Stati Uniti | DH         |
| 20 dicembre 1992 | Lake Louise             | Canada      | SG         |
| 15 gennaio 1993  | Cortina d'Ampezzo       | Italia      | DH         |
| 26 febbraio 1993 | Veysonnaz               | Svizzera    | DH         |
| 3 marzo 1993     | Morzine                 | Francia     | DH         |
| 20 marzo 1993    | Vemdalen                | Svezia      | GS         |
| 26 marzo 1993    | Åre                     | Svezia      | SG         |
| 14 gennaio 1994  | Cortina d'Ampezzo       | Italia      | DH         |
| 15 gennaio 1994  | Cortina d'Ampezzo       | Italia      | SG         |
| 6 marzo 1994     | Whistler                | Canada      | DH         |
| 9 marzo 1994     | Mammoth Mountain        | Stati Uniti | SG         |
| 16 marzo 1994    | Vail                    | Stati Uniti | DH         |
| 11 dicembre 1994 | Lake Louise             | Canada      | SG         |
| 19 marzo 1995    | Bormio                  | Italia      | SG         |
| 15 dicembre 1995 | Sankt Anton am Arlberg  | Austria     | DH         |
| 6 gennaio 1996   | Maribor                 | Slovenia    | GS         |
| 13 gennaio 1996  | Garmisch-Partenkirchen  | Germania    | SG         |
| 2 febbraio 1996  | Val-d'Isère             | Francia     | SG         |
| 3 febbraio 1996  | Val-d'Isère             | Francia     | DH         |
| 4 febbraio 1996  | Val-d'Isère             | Francia     | SG         |
| 9 marzo 1996     | Lillehammer Hafjell     | Norvegia    | GS         |
| 26 ottobre 1996  | Sölden                  | Austria     | GS         |
| 30 novembre 1996 | Lake Louise             | Canada      | DH         |
| 7 marzo 1997     | Mammoth Mountain        | Stati Uniti | SG         |
| 13 marzo 1997    | Vail                    | Stati Uniti | SG         |
| 29 novembre 1997 | Mammoth Mountain        | Stati Uniti | SG         |
| 4 dicembre 1997  | Lake Louise             | Canada      | DH         |
| 5 dicembre 1997  | Lake Louise             | Canada      | DH         |
| 6 dicembre 1997  | Lake Louise             | Canada      | SG         |
| 17 dicembre 1997 | Val-d'Isère             | Francia     | DH         |
| 18 dicembre 1997 | Val-d'Isère             | Francia     | SG         |
| 24 gennaio 1998  | Cortina d'Ampezzo       | Italia      | SG         |
| 31 gennaio 1998  | Åre                     | Svezia      | DH         |

Legenda:

DH = discesa libera

SG = supergigante

GS = slalom gigante

### Campionati tedeschi
- 9 medaglie[3]:
  - 3 ori (supergigante nel 1989; supergigante nel 1996; slalom gigante nel 1998)
  - 4 argenti (supergigante nel 1991; slalom gigante nel 1995; slalom gigante nel 1996; slalom speciale nel 1998)
  - 2 bronzi (slalom speciale nel 1995; slalom speciale nel 1996)

## Statistiche

### Podi in Coppa del Mondo
| Stagione/Specialità | Discesa libera | Discesa libera | Discesa libera | Supergigante | Supergigante | Supergigante | Slalom gigante | Slalom gigante | Slalom gigante | Slalom speciale | Slalom speciale | Slalom speciale | Combinata | Combinata | Combinata | Podi totali |
| ------------------- | -------------- | -------------- | -------------- | ------------ | ------------ | ------------ | -------------- | -------------- | -------------- | --------------- | --------------- | --------------- | --------- | --------- | --------- | ----------- |
| Stagione/Specialità | 1ª             | 2ª             | 3ª             | 1ª           | 2ª           | 3ª           | 1ª             | 2ª             | 3ª             | 1ª              | 2ª              | 3ª              | 1ª        | 2ª        | 3ª        | Podi totali |
| 1990                |                |                |                |              | 1            |              |                |                |                |                 |                 |                 |           |           |           | 1           |
| 1991                |                |                |                |              |              |              |                |                |                |                 |                 |                 |           |           |           | 0           |
| 1992                | 3              | 1              | 1              | 1            |              |              |                |                |                |                 |                 |                 |           |           |           | 6           |
| 1993                | 3              | 1              | 1              | 2            | 1            |              | 1              |                | 1              |                 |                 |                 |           |           |           | 10          |
| 1994                | 3              | 1              |                | 2            | 1            | 1            |                |                | 1              |                 |                 |                 |           |           |           | 9           |
| 1995                |                | 1              | 4              | 2            | 2            |              |                |                |                |                 |                 |                 |           |           |           | 9           |
| 1996                | 2              | 1              | 1              | 3            | 2            |              | 2              |                | 2              |                 |                 |                 |           |           |           | 13          |
| 1997                | 1              | 2              | 1              | 2            | 1            | 2            | 1              | 2              | 2              |                 |                 | 1               |           |           |           | 15          |
| 1998                | 4              | 1              |                | 4            |              |              |                | 2              |                |                 |                 |                 |           | 1         | 1         | 13          |
| Totale              | 16             | 8              | 8              | 16           | 8            | 3            | 4              | 4              | 6              | 0               | 0               | 1               | 0         | 1         | 1         | 76          |
| Totale              | 32             | 32             | 32             | 27           | 27           | 27           | 14             | 14             | 14             | 1               | 1               | 1               | 2         | 2         | 2         | 76          |

## Riconoscimenti
Katja Seizinger è stata proclamata sportiva tedesca negli anni 1994, 1996 e 1998.